# 秋うた、冬うた。〜もう恋なんてしない
『秋うた、冬うた。〜もう恋なんてしない』（あきうた、ふゆうた。もうこいなんてしない）は、2012年11月14日にワーナーミュージック・ジャパンから発売された槇原敬之初のコンピレーション・アルバム。

## 概要
秋・冬にちなんだ楽曲を集めたアルバム。2013年3月20日、本作の続編として春・夏版『春うた、夏うた。〜どんなときも。』発売。
現在所属のBuppuレーベルから発売の商品と連動購入企画を行った。本作発売連動企画は「槇原敬之の歌にのりたい芸人による「○○しながら『もう恋なんてしない』を歌ってみた!!」動画選手権」を開催。9組の芸人が参加。
本作と同日、過去ワーナーミュージック・ジャパンから発売されたオリジナル・アルバム全10作を槇原監修の上、24bitデジタルリマスターされ再発。

## 収録曲
| 全作詞・作曲: 槇原敬之、全編曲: 槇原敬之（特記以外）。 |                                                |           |            |                     |      |
| #                                                      | タイトル                                       | 作詞      | 作曲・編曲 | 編曲                | 時間 |
| 1.                                                     | 「北風 〜君にとどきますように〜」(6thシングル) | 槇原敬之  | 槇原敬之   |                     | 5:33 |
| 2.                                                     | 「涙のクリスマス」                             | 槇原敬之  | 槇原敬之   |                     | 5:39 |
| 3.                                                     | 「12月の魔法」                                 | 槇原敬之  | 槇原敬之   | 西平彰 & 槇原敬之   | 4:51 |
| 4.                                                     | 「どんなときも。〜バラード・ヴァージョン〜」   | 槇原敬之  | 槇原敬之   | 服部克久 & 槇原敬之 | 4:40 |
| 5.                                                     | 「3月の雪」                                    | 槇原敬之  | 槇原敬之   |                     | 4:48 |
| 6.                                                     | 「もう恋なんてしない」(5thシングル)            | 槇原敬之  | 槇原敬之   |                     | 4:33 |
| 7.                                                     | 「冬がはじまるよ」(4thシングル)                | 槇原敬之  | 槇原敬之   |                     | 3:52 |
| 8.                                                     | 「遠く 遠く」                                  | 槇原敬之  | 槇原敬之   |                     | 4:37 |
| 9.                                                     | 「2つの願い(single version)」(11thシングル)    | 槇原敬之  | 槇原敬之   |                     | 4:43 |
| 10.                                                    | 「今年の冬」                                   | 槇原敬之  | 槇原敬之   |                     | 5:46 |
| 11.                                                    | 「雪に願いを」(10thシングル)                   | 槇原敬之  | 槇原敬之   |                     | 4:41 |
| 12.                                                    | 「さみしいきもち」                             | 槇原敬之  | 槇原敬之   |                     | 4:18 |
| 13.                                                    | 「Red Nose Reindeer」                          | 槇原敬之  | 槇原敬之   |                     | 5:21 |
| 14.                                                    | 「I need you.(ALBUM VERSION)」                 | 槇原敬之  | 槇原敬之   |                     | 5:15 |
| 15.                                                    | 「君の名前を呼んだ後に」(29thシングル)         | 槇原敬之  | 槇原敬之   |                     | 4:48 |
| 合計時間:                                              | 合計時間:                                      | 合計時間: | 73:33      |                     |      |